# La Gloire
«Глуар» (фр. La Gloire) — первый в мире броненосец для плавания в открытом море.
В 1860 году англичане построили аналогичный корабль — броненосец HMS Warrior, применив цельнометаллическую конструкцию.

## Постройка
Построен по проекту инженера Дюпюи де Лома, головной корабль одноимённой серии. Спущен на воду 24 ноября 1859 года в Тулоне.

## Конструкция
Корпус корабля был сконструирован из деревянных и металлических частей. Металлические киль и шпангоуты имели двойную обшивку, внутренний деревянный слой снаружи был дополнительно обшит стальными панцирными поясом из плит толщиной в 110—119 мм. Пояс располагался от отметки 1,80 метров ниже ватерлинии и до верхней палубы корабля.

## Служба
Несмотря на смешанную конструкцию своего корпуса, La Gloire прослужил довольно долго по меркам своего времени, и был продан на слом лишь в 1883 году, после немногим менее 25 лет службы — впрочем, потерял свою боевую ценность он уже задолго до этого срока, будучи безнадёжно устаревшим уже к началу 1870-х годов.

## Галерея
- Фотография La Gloire 1860 года. Музей флота, Париж. 2006 год
- Спуск La Gloire на воду
- La Gloire. Фотография 1860 года
- La Gloire под парусами
- Модель La Gloire в музее флота, Париж.
- Модель La Gloire в музее флота, Париж.
- Однотипный броненосец Couronne, перестроенный в учебный корабль.